# Fernanda Abreu
Fernanda Abreu (née le 8 septembre 1961 à Rio de Janeiro) est une chanteuse brésilienne de musique populaire. Sa musique mélange les styles Funk carioca, pop, MPB, mais aussi hip-hop.

## Biographie
Repérée par Marcia Bulcco, en 1981, Fernanda Abreu intègre comme choriste le groupe BLITZ d'une grande renommée au Brésil.

## Discographie

### Albums avec Blitz
- As Aventuras da Blitz 1 (1982)
- Radioatividade (1983)
- BLITZ 3 (1984)

### Albums solo
Albums studios
- SLA Radical Dance Disco Club (1990)
- SLA 2 - Be Sample (1992)
- Da Lata (1995)
- Entidade Urbana (2000)
- Na Paz (2004)
- Amor Geral (2016)

Compilations
- Raio X (1997)
- Perfil (2010)

Live
- MTV Ao Vivo (2006)